# Bitva u Rozvadova
Bitva u Rozvadova byla válečným střetem mezi císařskými oddíly armády generála Jana Tserclaese Tillyho a falckou armádou pod velením Petra Arnošta z Mansfeldu během česko-falcké války na počátku třicetileté války. Odehrála se 16. července 1621 v místech mezi západočeskou vesnicí Rozvadov a bavorskou obcí Waidhaus. Vojsko Petra Arnošta Mansfelda zde odrazilo útok císařské armády ve snaze vytlačit je pryč z Čech, kterémužto náporu úspěšně čelilo i v následujících měsících.

## Před bitvou
Po vypuknutí českého stavovského povstání a žádosti českých stavů o zahraniční pomoc poskytlo vojenskou podporu pouze Savojsko a Slezsko. Savojsko vyslalo dva tisíce žoldnéřů pod vedením Arnošta z Mansfeldu, které mělo podpořit akce stavovské armády pod velením Jindřicha Matyáše Thurna. Na podzim 1618 Mansfeld přitáhl do Čech, plenil zde katolické statky a po krátkém obléhání pak 9. listopadu toho roku dobyl Plzeň, ale později byl poražen hrabětem Buquoyem v bitvě u Záblatí. Plzeň pak se svým vojskem držel a do bojů proti císařské armádě nadále nezasahoval. Za císařský úplatek pak z taktických důvodů nepodpořil vojsko českých stavů v bitvě na Bílé Hoře v listopadu 1620.
Petr Arnošt zůstal v Plzni, dokud se Fridrich Falcký nestáhl pryč ze zemí Koruny české do Vratislavi, a pak se odtud také na jaře 1621 začal se svým přibližně dvacetitisícovým vojskem stahovat směrem do Bavorska s cílem pokračovat do Falce. Vstříc mu vytáhly jednotky císařského generála Jana Tillyho, jednoho z vítězů z Bílé Hory, které jej mínily vytlačit z Habsburky ovládané půdy.

## Průběh střetnutí
Třináctitisícové císařské vojsko v čele s Tillym zaujalo pozice u pohraniční obce Rozvadov, kde zbudovalo dělostřelecká opevnění. To se tak jen na několik kilometrů přiblížilo k Mansfeldově armádě, která rozložila vojenské ležení v již bavorském Waidhausenu. K prvnímu a největšímu střetu došlo krátce po příchodu císařských vojsk, 16. července. Tillyho vojsko s dělostřeleckou podporou zahájilo útok proti Mansfeldovým jednotkám, které se zformovaly a vytáhly císařským k Rozvadovu naproti. Ke srážce vojsk pak došlo v polích západně od Rozvadova.
Početně silnější, odpočaté a lépe organizované Mansfeldovo vojsko během bitvy nápor císařské armády odrazilo. Během ní zahynulo přes 700 mužů, především patrně na straně Tillyho vojska. I v dalších dnech zde pak docházelo k menším střetům mezi oběma armádami v podobě šarvátek a vzájemného odstřelování z opevněných pozic. To nakonec vyústilo k rozhodnutí Mansfelda k ústupu do Dolní Falce.

## Hodnocení bitvy
Mansfeld pak pokračoval v bezpečném ústupu do Falce, kam jej Tillyho vojsko s podporou katolických spojenců následovalo. Ve Falci se Mansfeld ve spojení s Fridrichem Falckým úspěšně bránil nájezdům a podařilo se mu porazit Tillyho v bitvě u Wieslochu. Poté ho Friedrich propustil ze svých služeb a Petr Arnošt se spojil s Kristiánem Brunšvickým a vstoupil do služeb Nizozemské republiky.
Opevnění císařské armády se u Rozvadova zachovalo v podobě několikametrových porostem pokrytých obranných násypů a posléze vešlo ve známost jako tzv. Tillyho šance.
U nedaleko míst střetů byl roku 2021 nedaleko Rozvadova u příležitosti 400. výročí střetu rovněž vztyčen kamenný památník připomínající bitvu.